# 爱任纽 (塞尔维亚牧首)
爱任纽（1930年8月28日—2020年11月20日）生于塞尔维亚莫拉维察省查查克，是塞尔维亚东正教会第45任牧首，即塞尔维亚人的东正教精神领袖。他的全称是：他圣洁的佩奇、贝尔格莱德都会区和斯雷姆斯基卡尔洛夫齐总主教以及塞尔维亚牧首爱任纽。